# Schleswig meridionale

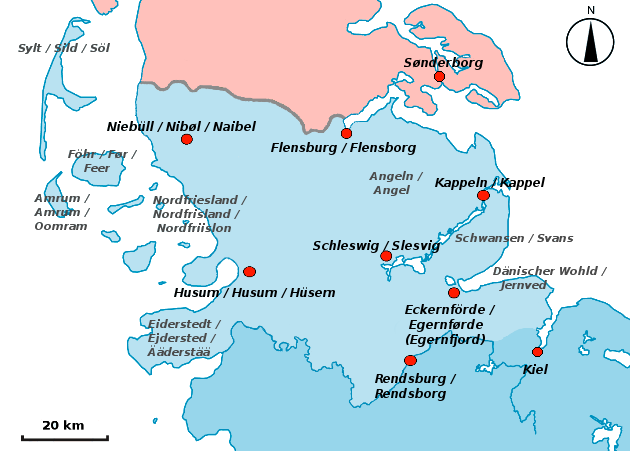
Schleswig meridionale

Lo Schleswig meridionale è l'area geografica della penisola dello Jutland che copre i 30-40 km più a nord della Germania, fino al confine con la Danimarca.
Insieme allo Schleswig settentrionale, che è la parte più a sud della Danimarca, costituisce la regione dello Schleswig, che è infatti divisa dal 1920 tra Germania e Danimarca, a seguito dei plebisciti nello Schleswig.
In tedesco, l'area è conosciuta semplicemente come Südschleswig o Landesteil Schleswig, mentre in danese come Sydslesvig.
La maggioranza tedesca dello Schleswig meridionale non distingue la regione dal resto dello Schleswig-Holstein, anche se questa concezione è oggetto di contese con la Danimarca.
Le principali città dello Schleswig del sud sono Flensburgo, Rendsburg, la città di Schleswig e Husum.